# 尖鳍副沙条鲨
尖鳍副沙条鲨（学名：Paragaleus acutiventralis）为真鲨科副沙条鲨属的鱼类。在中国，分布于北海等。该物种的模式产地在北海。